# Shackleton Fracture Zone
Koordinaten: 60° 0′ S, 60° 0′ W
Die Shackleton Fracture Zone (englisch für Shackleton-Bruchzone) ist eine unterseeische Transformstörung und Mittelozeanischer Rücken in der Drakestraße des Südlichen Ozeans. Sie verläuft zwischen 59° und 60° 40’ südlicher Breite sowie zwischen 56° 30’ und 61° westlicher Länge in einer nordwest-südöstlichen Richtung vom Kontinentalschelf Südamerikas zu den Südlichen Shetlandinseln.
Namensgeber der seit Juni 1987 vom Advisory Committee on Undersea Features (ACUF) anerkannten Benennung ist der britische Polarforscher Ernest Shackleton (1874–1922).

## Natürliche Abgrenzung zwischen dem Pazifik und dem Südatlantik

Karte der These „Natürliche Abgrenzung zwischen dem Pazifik und dem Südatlantik durch die Shackleton-Frakturzone“.

Die Forscher Juan Ignacio Ipinza Mayor und Cedomir Marangunic Damianovic stellten die wissenschaftliche Theorie auf, dass die Trennung von Pazifik und Atlantik „durch die so genannte Shackleton-Frakturzone bestätigt werden konnte (...) die Grenze liegt dann östlich des so genannten Kap-Horn-Meridians“.
In 2019 veröffentlichte die wissenschaftliche Zeitschrift Geology is News „Die SFZ trennt tektonische Platten und Ozeane, im Osten die Scotia Plate und im Westen die Antarctic Plate (die die frühere Phoenix Plate umfasst), und im Osten den Pazifischen Ozean und im Westen den Atlantischen Ozean.“
Im Jahr 2004 stellte die Geological Society of America in dem wissenschaftlichen Papier mit dem Titel Shackleton Fracture Zone: No barrier to early circumpolar ocean circulation die Behauptung auf: „Die Shackleton-Frakturezone könnte den Zugang bis zum frühen Miozän blockiert haben. Geophysikalische und geochemische Beweise, die hier präsentiert werden, legen nahe, dass die Shackleton-Frakturezone ein ozeanischer Transversalkamm ist“.